# Sport Club Fortuna Köln 1975-1976
Questa voce raccoglie le informazioni riguardanti il Sport Club Fortuna Köln nelle competizioni ufficiali della stagione 1975-1976.

## Stagione
Nella stagione 1975-1976 il Fortuna Colonia, allenato da Rudi Gutendorf e Heinz Hornig, concluse il campionato di 2. Bundesliga al 4º posto. In Coppa di Germania il Fortuna Colonia fu eliminato al secondo turno dal Norimberga.

## Rosa
| N. |                     | Ruolo | Calciatore          |
| -- | ------------------- | ----- | ------------------- |
|    | Germania (bandiera) | P     | Wolfgang Fahrian    |
|    | Germania (bandiera) | P     | Helmut Pabst        |
|    | Germania (bandiera) | D     | Peter Boers         |
|    | Germania (bandiera) | D     | Rolf Dohmen         |
|    | Germania (bandiera) | D     | Walter Müller       |
|    | Germania (bandiera) | C     | Rolf Bauerkämper    |
|    | Irlanda (bandiera)  | C     | Noel Campbell       |
|    | Germania (bandiera) | C     | Peter Feiten        |
|    | Germania (bandiera) | C     | Wolfgang Glock      |
|    | Austria (bandiera)  | C     | Roland Hattenberger |

| N. |                     | Ruolo | Calciatore         |
| -- | ------------------- | ----- | ------------------ |
|    | Germania (bandiera) | C     | Hannes Linßen      |
|    | Perù (bandiera)     | A     | Julio Baylón       |
|    | Germania (bandiera) | A     | Helmut Bergfelder  |
|    | Germania (bandiera) | A     | Ralf Hahn          |
|    | Germania (bandiera) | A     | Otmar Ludwig       |
|    | Germania (bandiera) | A     | Reinhard Majgl     |
|    | Germania (bandiera) | A     | Karl-Heinz Mödrath |
|    | Germania (bandiera) | A     | Friedhelm Otters   |
|    | Germania (bandiera) | A     | Lothar Wesseler    |

## Organigramma societario
Area tecnica
- Allenatore: Heinz Hornig
- Allenatore in seconda:
- Preparatore dei portieri:
- Preparatori atletici:

## Calciomercato

### Sessione estiva
| Acquisti | Acquisti       | Acquisti | Acquisti |
| R.       | Nome           | da       | Modalità |
| -------- | -------------- | -------- | -------- |
| A        | Otmar Ludwig   | Homburg  |          |
| A        | Reinhard Majgl | Eupen    |          |
| D        | Walter Müller  | Homburg  |          |

| Cessioni | Cessioni            | Cessioni          | Cessioni |
| R.       | Nome                | a                 | Modalità |
| -------- | ------------------- | ----------------- | -------- |
| A        | Hans-Peter Backes   | Augusta           |          |
| P        | Jörg Daniel         | Union Solingen    |          |
| C        | Karl-Heinz Haymann  | Union Solingen    |          |
| D        | Hans-Günter Neues   | Rot-Weiss Essen   |          |
| C        | Günter Oleknavicius | Kickers Offenbach |          |

### Sessione invernale
| Acquisti | Acquisti | Acquisti | Acquisti |
| R.       | Nome     | da       | Modalità |
| -------- | -------- | -------- | -------- |

| Cessioni | Cessioni          | Cessioni  | Cessioni |
| R.       | Nome              | a         | Modalità |
| -------- | ----------------- | --------- | -------- |
| D        | Karl-Heinz Struth | Karlsruhe |          |

## Risultati

### 2. Bundesliga

#### Girone di andata
| Arbitro: | Halfter |

|                       |           |           |
| Ludwig 37’ Linßen 44’ | Marcatori | 72’ Kulka |

| Leverkusen 16 agosto 1975, ore 15:00 CET 2ª giornata | Bayer Leverkusen | 0 – 0 referto | Fortuna Colonia | Kleines-Haberland-Stadion (6 500 spett.)\| Arbitro: \| Hövel \| |
| Arbitro:                                             | Hövel            |               |                 |                                                                 |

| Arbitro: | Wichmann |

|                                  |           |                         |
| Müller 11’ Linßen 14’ Struth 16’ | Marcatori | 42’ Fritsche 43’ Zimmer |

| Arbitro: | Burgers |

|  |           |                       |
|  | Marcatori | 41’ Ludwig 53’ Linßen |

| Arbitro: | Ahlenfelder |

|                   |           |                   |
| Struth 22’ (rig.) | Marcatori | 29’ Graul 82’ Hey |

| Arbitro: | Picker |

|                |           |  |
| Mühlenberg 71’ | Marcatori |  |

| Arbitro: | Bartnick |

|                             |           |          |
| Struth 5’ (rig.) Ludwig 60’ | Marcatori | 32’ John |

| Arbitro: | Horstmann |

|                                                  |           |                                |
| Jakobs 58’ Berkemeier 80’ Stolzenburg 84’ (rig.) | Marcatori | 31’ (rig.) Struth 85’ Wesseler |

| Arbitro: | Hanschke |

|  |           |                           |
|  | Marcatori | 56’, 67’, 73’, 74’ Gerber |

| Arbitro: | Teichert |

|           |           |  |
| Heldt 63’ | Marcatori |  |

| Arbitro: | Wahmann |

|                   |           |            |
| Otters 38’ (rig.) | Marcatori | 86’ Schulz |

| Dortmund 2 novembre 1975, ore 15:00 CET 12ª giornata | Borussia Dortmund | 0 – 0 referto | Fortuna Colonia | Westfalenstadion (42 000 spett.)\| Arbitro: \| Basedow \| |
| Arbitro:                                             | Basedow           |               |                 |                                                           |

| Arbitro: | Burgers |

|                                           |           |                                                     |
| Ludwig 4’, 41’, 90’ Müller 43’ Otters 64’ | Marcatori | 30’ Horsch 39’ (rig.), 73’ Jendrossek 61’ Babington |

| Arbitro: | Heymann |

|                             |           |                        |
| Oswald 58’ Rudloff 66’, 90’ | Marcatori | 23’ Ludwig 76’ Mödrath |

| Arbitro: | Ohmsen |

|                 |           |                  |
| Plaggemeyer 51’ | Marcatori | 28’ Hattenberger |

| Arbitro: | Weiland |

|            |           |  |
| Baylón 57’ | Marcatori |  |

| Arbitro: | Eggert |

|              |           |                                         |
| Heinrich 69’ | Marcatori | 16’ Müller 25’ Ludwig 57’ (rig.) Otters |

| Arbitro: | Horstmann |

|                              |           |  |
| Otters 60’ (rig.) Baylón 75’ | Marcatori |  |

| Arbitro: | Meijerink |

|                           |           |            |
| Grünther 23’ Möhlmann 81’ | Marcatori | 90’ Linßen |

#### Girone di ritorno
| Arbitro: | Meijerink |

|                      |           |                   |
| Skov 27’ Neumann 60’ | Marcatori | 57’ (rig.) Otters |

| Arbitro: | Gathmann |

|                                      |           |  |
| Scheinert 35’ (aut.) Ludwig 40’, 65’ | Marcatori |  |

| Arbitro: | Risse |

|          |           |                 |
| Bals 25’ | Marcatori | 6’ Hattenberger |

| Arbitro: | Holste |

|                           |           |                   |
| Ludwig 6’, 69’ Dohmen 21’ | Marcatori | 77’ (rig.) Cordes |

| Arbitro: | Gathmann |

|           |           |            |
| Graul 85’ | Marcatori | 31’ Ludwig |

| Arbitro: | Zuchantke |

|                                 |           |  |
| Ludwig 6’ Glock 19’ Mödrath 89’ | Marcatori |  |

| Arbitro: | Rieb |

|               |           |                                                              |
| Lunenburg 79’ | Marcatori | 18’, 87’ Mödrath 21’, 50’, 58’ Wesseler 41’ Linßen 55’ Boers |

| Arbitro: | Hilker |

|                                                              |           |               |
| Müller 16’ Mödrath 56’, 59’, 62’ Dohmen 68’ Hattenberger 70’ | Marcatori | 2’ Berkemeier |

| Arbitro: | Wichmann |

|  |           |                 |
|  | Marcatori | 51’ Bauerkämper |

| Arbitro: | Hilker |

|                            |           |  |
| Dohmen 38’ Bauerkämper 77’ | Marcatori |  |

| Aquisgrana 15 aprile 1976, ore 15:00 CET 30ª giornata | Alemannia Aquisgrana | 0 – 0 referto | Fortuna Colonia | Stadio Tivoli (14 000 spett.)\| Arbitro: \| Risse \| |
| Arbitro:                                              | Risse                |               |                 |                                                      |

| Arbitro: | Ahlenfelder |

|                                        |           |            |
| Mödrath 23’ Bauerkämper 27’ Otters 86’ | Marcatori | 15’ Wagner |

| Arbitro: | Boe |

|                                         |           |                                         |
| Hammes 33’, 60’ Babington 35’ Wloka 71’ | Marcatori | 75’ (rig.) Otters 77’ Müller 80’ Linßen |

| Arbitro: | Hennig |

|                       |           |  |
| Dohmen 44’ Baylón 74’ | Marcatori |  |

| Arbitro: | Wichmann |

|                             |           |                                              |
| Dohmen 11’ Mödrath 43’, 50’ | Marcatori | 49’, 55’ Dybowski 59’ Hübner 87’ Plaggemeyer |

| Arbitro: | Burgers |

|                           |           |             |
| Koschmieder 56’ Petek 66’ | Marcatori | 68’ Mödrath |

| Arbitro: | Wichmann |

|                                         |           |                         |
| Ludwig 24’ Campbell 35’, 69’ Müller 73’ | Marcatori | 30’ Heinrich 79’ Hornig |

| Arbitro: | Wahmann |

|                        |           |            |
| Schmitz 4’ Richter 83’ | Marcatori | 71’ Ludwig |

| Arbitro: | Holste |

|            |           |  |
| Ludwig 89’ | Marcatori |  |

### Coppa di Germania
| Arbitro: | Heymann |

|                                                                         |           |            |
| Linßen 2’ Ludwig 7’ Struth 28’ Wesseler 32’ Hattenberger 48’ Backes 75’ | Marcatori | 15’ Clasen |

| Arbitro: | Haselberger |

|          |           |  |
| Eder 94’ | Marcatori |  |

## Statistiche

### Statistiche di squadra
| Competizione      | Punti | In casa | In casa | In casa | In casa | In casa | In casa | In trasferta | In trasferta | In trasferta | In trasferta | In trasferta | In trasferta | Totale | Totale | Totale | Totale | Totale | Totale | DR  |
| Competizione      | Punti | G       | V       | N       | P       | Gf      | Gs      | G            | V            | N            | P            | Gf           | Gs           | G      | V      | N      | P      | Gf     | Gs     | DR  |
| ----------------- | ----- | ------- | ------- | ------- | ------- | ------- | ------- | ------------ | ------------ | ------------ | ------------ | ------------ | ------------ | ------ | ------ | ------ | ------ | ------ | ------ | --- |
| 2. Bundesliga     | 45    | 19      | 15      | 1       | 3       | 47      | 24      | 19           | 4            | 6            | 9            | 27           | 25           | 38     | 19     | 7      | 12     | 74     | 49     | +25 |
| Coppa di Germania | -     | 1       | 1       | 0       | 0       | 6       | 1       | 1            | 0            | 0            | 1            | 0            | 1            | 2      | 1      | 0      | 1      | 6      | 2      | +4  |
| Totale            | 45    | 20      | 16      | 1       | 3       | 53      | 25      | 20           | 4            | 6            | 10           | 27           | 26           | 40     | 20     | 7      | 13     | 80     | 51     | +29 |

### Andamento in campionato
| Giornata  | 1 | 2 | 3 | 4 | 5 | 6 | 7 | 8  | 9  | 10 | 11 | 12 | 13 | 14 | 15 | 16 | 17 | 18 | 19 | 20 | 21 | 22 | 23 | 24 | 25 | 26 | 27 | 28 | 29 | 30 | 31 | 32 | 33 | 34 | 35 | 36 | 37 | 38 |
| --------- | - | - | - | - | - | - | - | -- | -- | -- | -- | -- | -- | -- | -- | -- | -- | -- | -- | -- | -- | -- | -- | -- | -- | -- | -- | -- | -- | -- | -- | -- | -- | -- | -- | -- | -- | -- |
| Luogo     | C | T | C | T | C | T | C | T  | C  | T  | C  | T  | C  | T  | T  | C  | T  | C  | T  | T  | C  | T  | C  | T  | C  | T  | C  | T  | C  | T  | C  | T  | C  | C  | T  | C  | T  | C  |
| Risultato | V | N | V | V | P | P | V | P  | P  | P  | N  | N  | V  | P  | N  | V  | V  | V  | P  | P  | V  | N  | V  | N  | V  | V  | V  | V  | V  | N  | V  | P  | V  | P  | P  | V  | P  | V  |
| Posizione | 9 | 6 | 4 | 2 | 2 | 8 | 6 | 10 | 13 | 13 | 14 | 12 | 12 | 12 | 13 | 11 | 11 | 8  | 11 | 12 | 10 | 9  | 9  | 9  | 8  | 7  | 7  | 6  | 4  | 6  | 3  | 5  | 4  | 5  | 6  | 5  | 6  | 4  |

Legenda:

Luogo: C = Casa; T = Trasferta. Risultato: V = Vittoria; N = Pareggio; P = Sconfitta.

### Statistiche dei giocatori
| Giocatore       | 2. Bundesliga | 2. Bundesliga | 2. Bundesliga | 2. Bundesliga | Coppa di Germania | Coppa di Germania | Coppa di Germania | Coppa di Germania | Totale   | Totale | Totale      | Totale     |
| Giocatore       | Presenze      | Reti          | Ammonizioni   | Espulsioni    | Presenze          | Reti              | Ammonizioni       | Espulsioni        | Presenze | Reti   | Ammonizioni | Espulsioni |
| --------------- | ------------- | ------------- | ------------- | ------------- | ----------------- | ----------------- | ----------------- | ----------------- | -------- | ------ | ----------- | ---------- |
| H. Backes       | 0             | 0             | 0             | 0             | 1                 | 1                 | 0                 | 0                 | 1        | 1      | 0           | 0          |
| R. Bauerkämper  | 24            | 3             | 1             | 0             | 0                 | 0                 | 0                 | 0                 | 24       | 3      | 1           | 0          |
| J. Baylón       | 12            | 3             | 1             | 0             | 0                 | 0                 | 0                 | 0                 | 12       | 3      | 1           | 0          |
| H. Bergfelder   | 20            | 0             | 1             | 0             | 1                 | 0                 | 0                 | 0                 | 21       | 0      | 1           | 0          |
| P. Boers        | 36            | 1             | 6             | 0             | 2                 | 0                 | 1                 | 0                 | 38       | 1      | 7           | 0          |
| N. Campbell     | 21            | 2             | 0             | 0             | 0                 | 0                 | 0                 | 0                 | 21       | 2      | 0           | 0          |
| R. Dohmen       | 30            | 5             | 5             | 0             | 2                 | 0                 | 0                 | 0                 | 32       | 5      | 5           | 0          |
| W. Fahrian      | 22            | 0             | 0             | 0             | 1                 | 0                 | 0                 | 0                 | 23       | 0      | 0           | 0          |
| P. Feiten       | 2             | 0             | 0             | 0             | 1                 | 0                 | 0                 | 0                 | 3        | 0      | 0           | 0          |
| W. Glock        | 30            | 1             | 4             | 0             | 2                 | 0                 | 0                 | 0                 | 32       | 1      | 4           | 0          |
| R. Hahn         | 4             | 0             | 1             | 0             | 0                 | 0                 | 0                 | 0                 | 4        | 0      | 1           | 0          |
| R. Hattenberger | 32            | 3             | 7             | 1             | 2                 | 1                 | 0                 | 0                 | 34       | 4      | 7           | 1          |
| H. Linßen       | 36            | 6             | 3             | 0             | 2                 | 1                 | 0                 | 0                 | 38       | 7      | 3           | 0          |
| O. Ludwig       | 38            | 17            | 3             | 0             | 2                 | 1                 | 0                 | 0                 | 40       | 18     | 3           | 0          |
| R. Majgl        | 11            | 0             | 3             | 0             | 1                 | 0                 | 1                 | 0                 | 12       | 0      | 4           | 0          |
| K. Mödrath      | 24            | 11            | 1             | 1             | 1                 | 0                 | 0                 | 0                 | 25       | 11     | 1           | 1          |
| W. Müller       | 38            | 6             | 3             | 0             | 2                 | 0                 | 0                 | 0                 | 40       | 6      | 3           | 0          |
| F. Otters       | 31            | 7             | 9             | 0             | 1                 | 0                 | 0                 | 0                 | 32       | 7      | 9           | 0          |
| H. Pabst        | 16            | 0             | 0             | 0             | 1                 | 0                 | 0                 | 0                 | 17       | 0      | 0           | 0          |
| K. Struth       | 12            | 4             | 2             | 0             | 2                 | 1                 | 0                 | 0                 | 14       | 5      | 2           | 0          |
| L. Wesseler     | 30            | 4             | 3             | 0             | 2                 | 1                 | 0                 | 0                 | 32       | 5      | 3           | 0          |